# ピチット・チョーシリワット
ピチット・チョーシリワット（Pichit Chor Siriwat、1975年1月31日 - ）は、タイのプロボクサー。元WBA世界ライトフライ級王者。ピチットノイ・チョーシリワット（Pichitnoi Chor Siriwat）、ピチット大源（ピチットだいげん）などのリングネーム使用経験もある。実兄のピチット・シスパンプラチャンも元IBF世界フライ級王者で、兄弟で世界王者になった。

## 来歴
1993年8月8日、プロデビュー。
1994年10月9日、デビューから7連勝でレオ・ガメスのWBA世界ライトフライ級王座に挑戦するも6回TKO負けとなった。
1995年8月5日、空位のPABAライトフライ級王座を決定戦で獲得。同王座は3度の防衛に成功した。
1996年12月3日、山口圭司の持つWBA世界ライトフライ級王座に挑戦し2RTKOで王座獲得。同王座は5度防衛後に返上した。
2002年1月19日、ロセンド・アルバレスの持つWBA世界ライトフライ級王座の再獲得を目指し挑戦するが敗退した。
2005年頃から日本の井岡ボクシングジム in 島根江津において兄弟でトレーナーを務めるようになる。その後8連勝を収め、2005年9月11日に日本で戎岡淳一に敗北した。
2007年10月14日、2年1か月ぶりの復帰戦で村井勇希と対戦し勝利を収めた。この時のリングネームはピチット大源。以後、試合はしていない。